# Liste der Biografien/Du
Liste der Biografien |
Portal Biografien |
Personensuche
# |
A |
B |
C |
D |
E |
F |
G |
H |
I |
J |
K |
L |
M |
N |
O |
P |
Q |
R |
S |
T |
U |
V |
W |
X |
Y |
Z |
?
 
Da |
Db |
Dc |
Dd |
De |
Dg |
Dh |
Di |
Dj |
Dk |
Dl |
Dm |
Dn |
Do |
Dq |
Dr |
Ds |
Du |
Dv |
Dw |
Dy |
Dz
 
Dua |
Dub |
Duc |
Dud |
Due |
Duf |
Dug |
Duh |
Dui |
Duj |
Duk |
Dul |
Dum |
Dun |
Duo |
Dup |
Duq |
Dur |
Dus |
Dut |
Duu |
Duv |
Duw |
Dux |
Duy |
Duz
Die Liste der Biografien führt alle Personen auf, die in der deutschsprachigen Wikipedia einen Artikel haben. Dieses ist eine Teilliste mit 191 Einträgen von Personen, deren Namen mit den Buchstaben „Du“ beginnt.

## Du
- Du Barry, Jean-Baptiste (1723–1794), französischer Adliger
- Du Bartas, Guillaume (1544–1590), französischer Schriftsteller des Barock
- Du Bec Crespin, François (1621–1688), französischer Adliger, Militär und Höfling
- Du Bec, Antoine († 1658), französischer Adliger und Militär
- Du Bec, Jean († 1610), französischer Schriftsteller, Bischof von Saint-Malo
- Du Bec, Philippe (1519–1605), französischer Prälat, Erzbischof von Reims
- Du Bec-Crespin, Michel († 1318), Kardinal
- Du Bellay, Martin (1703–1775), französischer römisch-katholischer Geistlicher, Abt und Bischof
- Du Berry, Belle (1966–2020), französische Sängerin, Liedermacherin und Schauspielerin
- Du Bief, Jacqueline (* 1930), französische Eiskunstläuferin
- Du Billon, Jean, französischer Komponist der Renaissance
- Du Bois de Beauchesne, Alcide Hyacinthe (1804–1873), französischer Historiker und Schriftsteller
- Du Bois de La Villerabel, Florent (1877–1951), französischer römisch-katholischer Geistlicher und Erzbischof
- du Bois, Charles († 1740), englischer Kaufmann und Botaniker
- Du Bois, Charles (1874–1963), Schweizer Dermatologe
- Du Bois, Félicien (* 1983), Schweizer Eishockeyspieler
- Du Bois, François, französischer Komponist, Marimbaspieler, Professor und Schriftsteller
- Du Bois, Georg (1874–1947), Schweizer Manager der deutschen metallurgischen und chemischen Industrie
- Du Bois, Kerwin (* 1977), trinidadischer Sänger, Songwriter und Produzent von Soca- und Calypso-Musik
- Du Bois, Léon (1859–1935), belgischer Komponist und Organist
- Du Bois, Paul (1859–1938), belgischer Bildhauer und Medailleur
- Du Bois, Raoul Pene (1914–1985), US-amerikanischer Szenen- und Kostümbildner
- Du Bois, Shirley Graham (1896–1977), US-amerikanische Komponistin, Schriftstellerin, Aktivistin
- Du Bois, Victoire, französische Schauspielerin
- Du Bois, W. E. B. (1868–1963), US-amerikanischer Bürgerrechtler, Soziologe, Philosoph, Journalist, PazifistW. E. B. Du Bois (1868–1963)

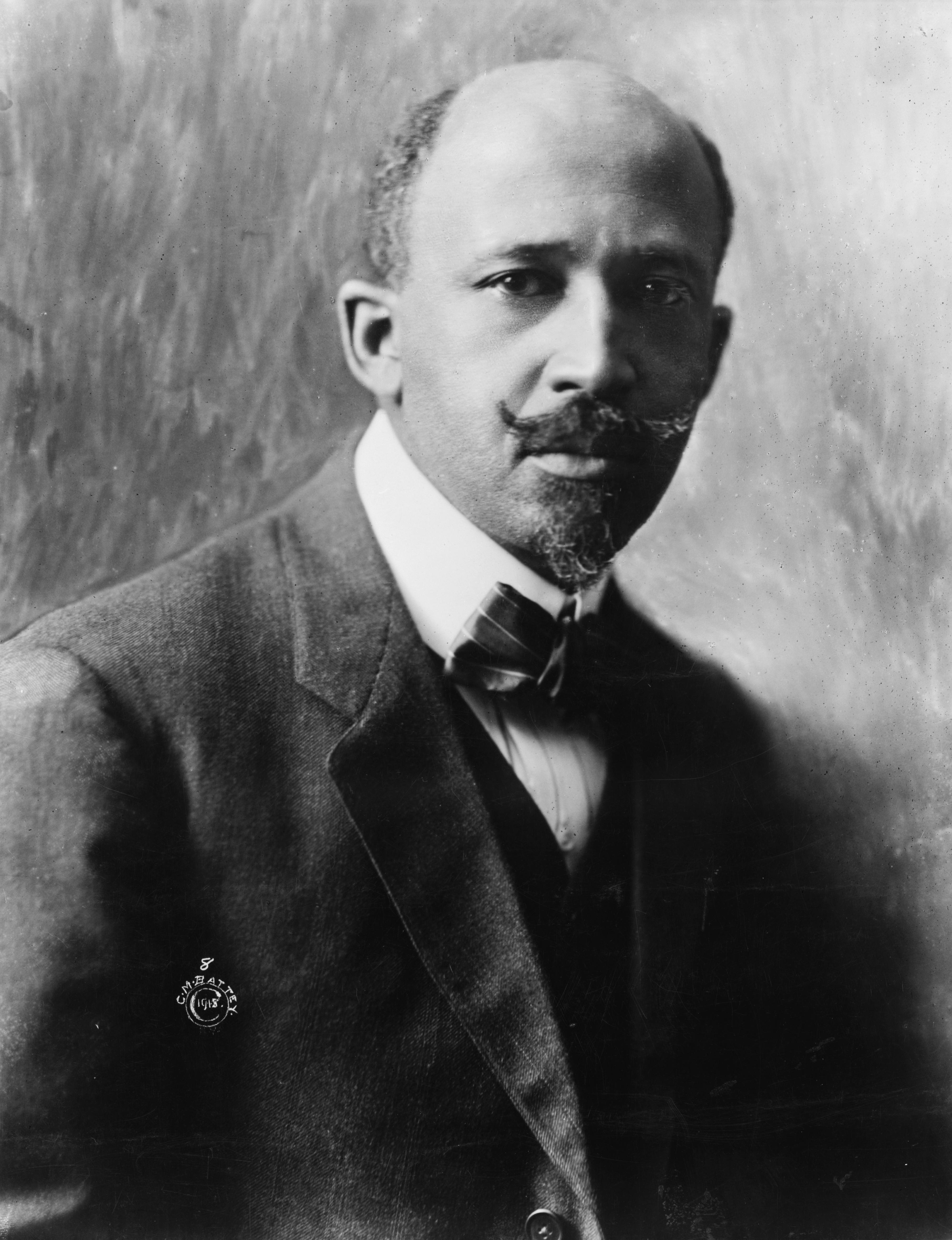
W. E. B. Du Bois (1868–1963)

- Du Bois-Reymond Marcus, Eveline (1901–1990), deutsch-brasilianische Zoologin und Zeichnerin
- Du Bois-Reymond, Emil (1818–1896), deutscher Physiologe und theoretischer Mediziner
- Du Bois-Reymond, Paul (1831–1889), deutscher Mathematiker
- Du Boisgobey, Fortuné (1821–1891), französischer Schriftsteller
- Du Boisrouvray, Albina (* 1942), französische Journalistin, Filmproduzentin und Gründerin von FXB International
- Du Boisson, Dorothy (1919–2013), britische Mitarbeiterin des Women’s Royal Naval Service
- Du Bos, Charles (1882–1939), französischer Schriftsteller und Literaturkritiker
- Du Bourg, Anne (1521–1559), Märtyrer
- Du Bourg, Antoine († 1538), Kanzler von Frankreich
- Du Bousquet, Albert (1837–1882), belgischer Offizier
- Du Bousquet, Gaston (1839–1910), französischer Ingenieur und Lokomotiv-Bauer
- Du Breil, Charles (1832–1893), französischer Adeliger und Hochstapler
- Du Brey, Claire (1892–1993), US-amerikanische Schauspielerin
- du Broeucq, Jacques (1505–1584), flämischer Architekt und Bildhauer
- Du Buc de Rivéry, Aimée (* 1768), französische Adlige, angebliche Haremssklavin und Mutter Mahmuds II.Aimée du Buc de Rivéry (* 1768)

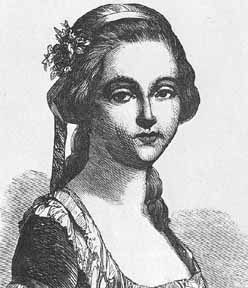
Aimée du Buc de Rivéry (* 1768)

- Du Bus de Gisignies, Bernard Amé Léonard (1808–1874), belgischer Ornithologe, Paläontologe und Künstler
- Du Bus de Warnaffe, Charles (1894–1965), belgischer Politiker
- Du Buy, Cor (1921–2011), niederländischer Tischtennisfunktionär
- Du Buysson, Robert (1861–1946), französischer Naturforscher in den Bereichen Entomologie, Botanik und Lichenologie
- Du Camp, Maxime (1822–1894), französischer Schriftsteller, Journalist und Fotopionier
- Du Cane, Charles (1825–1889), britischer Politiker, Abgeordneter des House of Commons, Gouverneur von Tasmanien
- Du Cane, John Philip (1865–1947), britischer Offizier und Gouverneur von Malta
- Du Cange, Charles du Fresne (1610–1688), französischer Jurist und Lexikograf
- du Cann, Edward (1924–2017), britischer Politiker, Unterhausabgeordneter
- Du Cann, John (1946–2011), britischer Gitarrist, Sänger und Songwriter
- Du Casse, Jean Baptiste (1646–1715), französischer Flibustier und Admiral
- Du Casse, Pierre Emanuel Albert (1813–1893), französischer Militärschriftsteller
- Du Chaillu, Paul Belloni (1835–1903), französischer Anthropologe und Afrikaforscher
- Du Chao (* 1982), chinesischer Eishockeyspieler
- du Chau, Patrick (* 1959), belgischer Radrennfahrer
- Du Chayla, Alexandre (1885–1947), französischer Adliger
- Du Closel, Amaury (1956–2024), französischer Komponist und Orchesterleiter
- Du Couret, Louis (1812–1867), französischer Abenteurer
- Du Cros, Joseph August († 1728), hugenottischer Diplomat
- Du Fail, Noël († 1591), französischer Schriftsteller der Renaissance
- Du Faur de Pibrac, Guy (1529–1584), französischer Jurist und Richter, Diplomat und Dichter
- Du Faur, Freda (1882–1935), australische Bergsteigerin
- Du Fay, Charles (1698–1739), französischer Wissenschaftler und Superintendent der königlichen Gärten in Frankreich
- du Féaux, Emmy (* 1837), deutsch-baltische Schriftstellerin und Journalistin
- Du Ferrier, Arnaud († 1585), französischer Jurist und Diplomat
- Du Four, Vital († 1327), Kardinal
- Du Fresne de Francheville, Joseph (1704–1781), französischstämmiger Finanzfachmann, Schriftsteller und Dichter
- Du Gard, Maurice Martin (1896–1970), französischer Journalist und Schriftsteller
- Du Gast, Camille (1868–1942), französische Sportlerin, Musikerin, Forscherin und Feministin
- Du Guangting (850–933), Daoist und Hofgelehrter am Ende der Tang-Dynastie
- Du Haillan, Bernard de Girard (1535–1610), französischer Historiker und Übersetzer
- Du Halde, Jean-Baptiste (1674–1743), französischer Jesuit und Geograph, Autor der „Description de la Chine“
- du Hamel, Alaert, niederländischer Architekt, Bildhauer, Druckgrafiker und Zeichner
- Du Hamel, Alexius (* 1720), sächsischer Generalleutnant
- Du Hamel, Franz (1630–1705), preußischer General der Kavallerie und später Generalissimus der Republik Venedig
- Du Hamel, Jean-Baptiste (1624–1706), französischer Philosoph und Theologe
- Du Hamel, Joseph (1768–1840), russischer Senator und Gouverneur von Livland
- Du Hausset, Nicole (1713–1801), Kammerzofe der Madame de Pompadour und fiktive Autorin von Memoiren
- Du Houx de Vioménil, Charles (1734–1827), französischer Militär, Marschall von Frankreich
- Du Jardin, Aldephonse Alexandre Félix (1796–1870), belgischer Diplomat
- Du Jarrys von La Roche, Luitpold (1837–1884), königlich bayerischer Regierungsbeamter
- Du Lau d’Allemans, Jean Marie (1738–1792), letzter Erzbischof von Arles
- Du Locle, Camille (1832–1903), französischer Librettist
- Du Mage, Pierre († 1751), französischer Organist und Komponist
- Du Maine du Bourg, Léonor Marie (1655–1739), französischer Aristokrat und Militär, Marschall von Frankreich, Gouverneur von Elsass
- Du Manoir, Yves (1904–1928), französischer Rugby-Union-Spieler
- Du Marsais, César Chesneau (1676–1756), französischer Philosoph und Grammatiker
- Du Maurier, Angela (1904–2002), britische Schriftstellerin
- Du Maurier, Daphne (1907–1989), britische SchriftstellerinDaphne du Maurier (1907–1989)

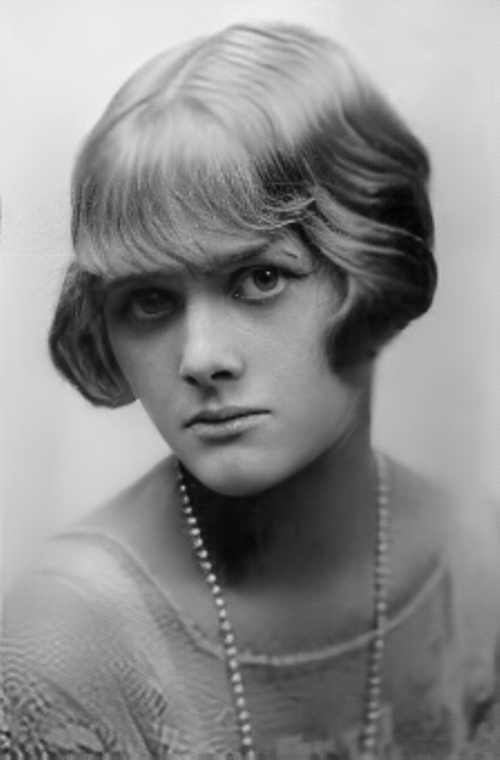
Daphne du Maurier (1907–1989)

- Du Maurier, George (1834–1896), englischer Autor und Zeichner
- Du Maurier, Gerald (1873–1934), englischer Theaterintendant, Bühnen- und Filmschauspieler
- Du Méril, Édélestand (1801–1871), französischer Romanist und Literaturwissenschaftler
- Du Mesnil, Emmanuel Mangel (1815–1890), französischer Photograph, Diplomat
- Du Mez, Kristin Kobes, US-amerikanische Religionshistorikerin
- Du Monchaux, Pierre-Antoine-Joseph (1733–1766), französischer Arzt und Schriftsteller
- Du Mont, Karl (1889–1961), deutscher Botschafter und Generalkonsul
- Du Mont, Mirja (* 1976), deutsches Model
- Du Mont, Sky (* 1947), deutscher Schauspieler und AutorSky du Mont (* 1947)

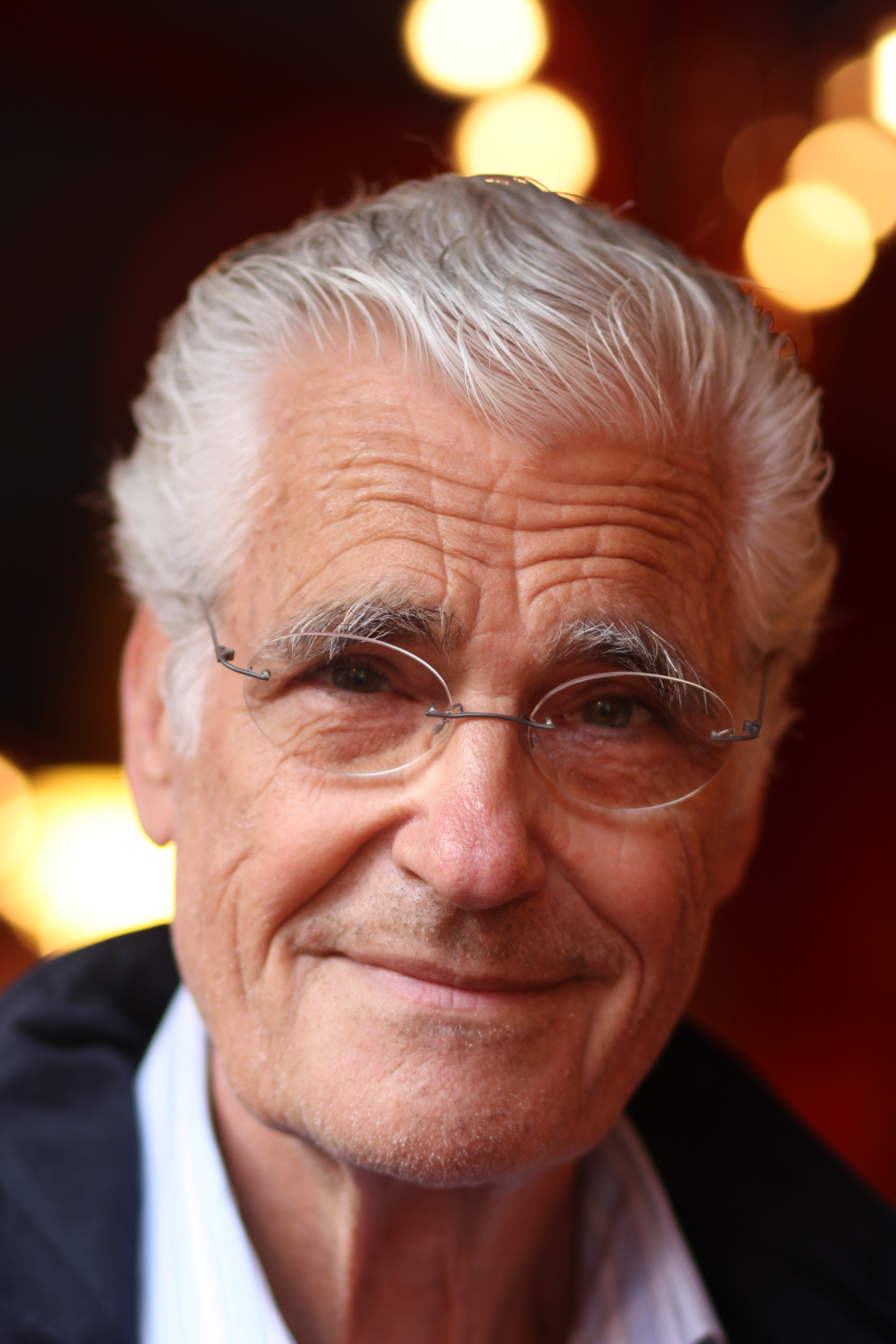
Sky du Mont (* 1947)

- du Mont, Wolf-Walther (* 1945), deutscher Chemiker, Professor für Anorganische Chemie
- Du Moulin, Peter (1681–1756), preußischer General der Infanterie
- Du Moulin-Eckart, Karl Leon (1900–1991), deutscher SA-Führer
- Du Moulin-Eckart, Richard (1864–1938), deutscher Historiker
- Du Noyer, Anne Marguerite Petit (1663–1719), französische Journalistin
- du Page, Julie (* 1973), französische Schauspielerin und ein Model
- Du Pan, Barthélemy (1712–1763), Schweizer Porträtmaler
- Du Parc, Robert (1889–1979), Südtiroler Maler, Zeichner, Grafiker und Bildhauer des Symbolismus
- Du Parcq, Herbert, Baron du Parcq (1880–1949), britischer Jurist, Lordrichter
- Du Parquet, Emmanuel (1869–1933), französischer Offizier und Diplomat
- Du Pasquier, Nathalie (* 1957), französische Künstlerin und Designerin
- du Paty de Clam, Armand (1853–1916), französischer Berufssoldat
- Du Petit-Thouars, Louis Marie Aubert (1758–1831), französischer Reisender und Botaniker
- Du Peyrer, Jean-Armand (1598–1672), Kommandant der MusketiereJean-Armand du Peyrer (1598–1672)

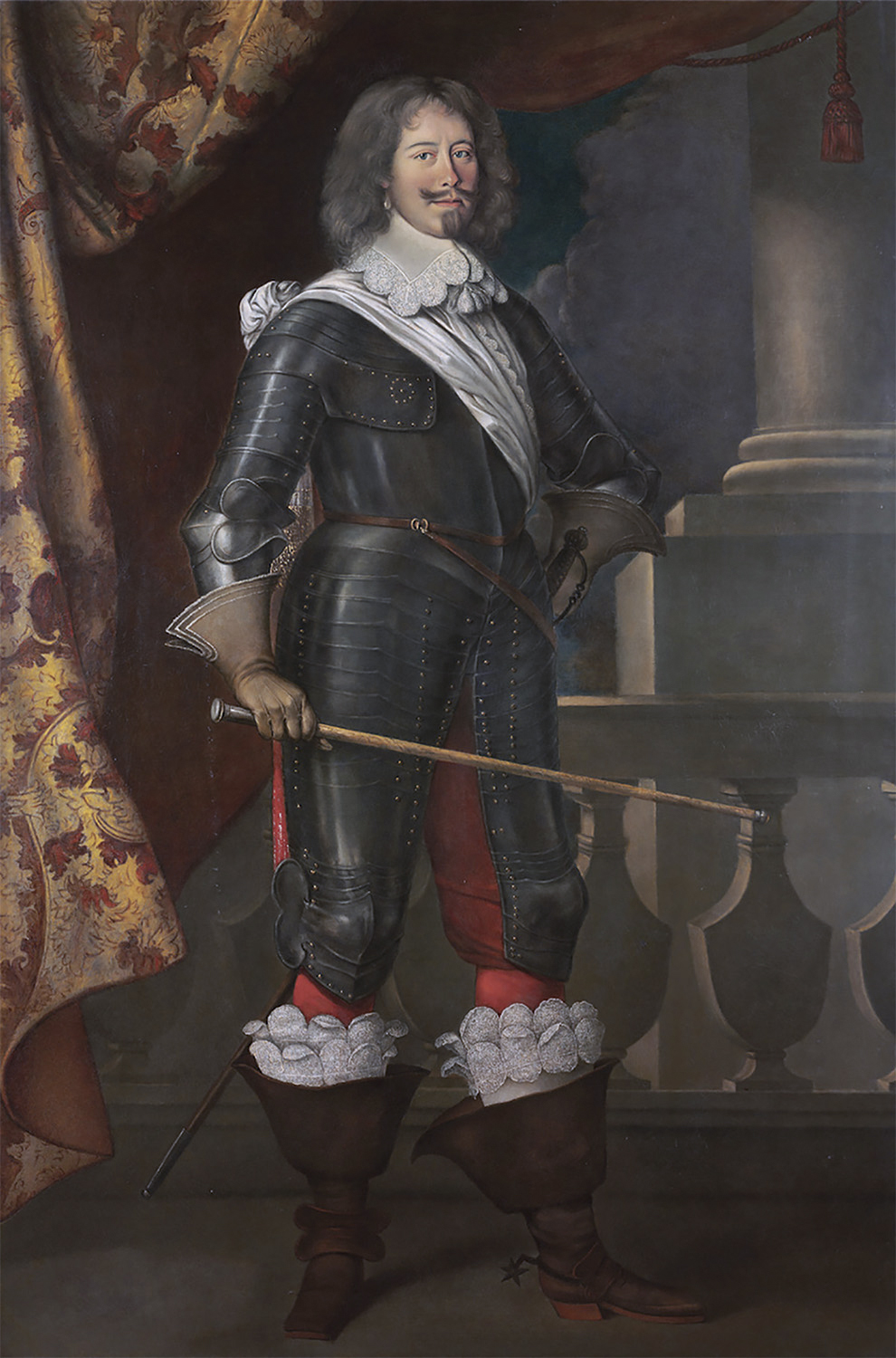
Jean-Armand du Peyrer (1598–1672)

- Du Pierry, Louise (* 1746), französische Astronomin
- Du Pineau, Gabriel-Joseph (1694–1756), französischer Kleriker, Romanist, Dialektologe und Lexikograf
- Du Plaisir, französischer Schriftsteller und Romantheoretiker
- Du Plat Taylor, Francis Maurice Gustavus (1878–1954), britischer Schiffsingenieur
- Du Plat Taylor, Joan (1906–1983), britische Unterwasserarchäologin
- Du Plat Taylor, John Lowther (1829–1904), britischer Offizier und Gründer des Army Post Office Corps
- Du Plat Taylor, St. John Louis Hyde (1865–1936), britischer Lieutenant Colonel
- Du Plat, Anton Heinrich (1738–1791), kurhannoverscher Generalleutnant und Kartograf
- Du Plat, Charles Taylor (1823–1900), britischer Generalmajor
- Du Plat, Claude (1809–1864), dänischer Generalmajor und Stadtkommandant
- Du Plat, Georg Josua (1722–1795), kurhannoverscher Generalleutnant und Kartograf
- Du Plat, Johann Heinrich Christian (1769–1852), königlich dänischer Generalmajor und Kartograf
- Du Plat, Johann Wilhelm (1735–1806), kurhannoverscher Generalleutnant und Kartograf
- du Plat, Peter Joseph (1761–1824), königlich hannoverscher Generalleutnant
- Du Plessis d’Argentré, Charles (1673–1740), französischer Bischof
- Du Plessis d’Argentré, Jean-Baptiste (1720–1805), französischer Bischof
- Du Plessis, Wilhelm (1820–1886), preußischer Generalmajor
- Du Plessis-Liancourt, Charles († 1620), französischer Adliger, Gouverneur von Metz und Paris
- Du Pont de Nemours, Pierre Samuel (1739–1817), französischer Nationalökonom
- Du Pont, Alfred I. (1864–1935), US-amerikanischer Industrieller, Investor und Philanthrop
- Du Pont, Alfred V. (1798–1856), französisch-US-amerikanischer Chemiker und Unternehmer
- du Pont, Eleuthère Irénée (1771–1834), französischer ChemikerEleuthère Irénée du Pont (1771–1834)

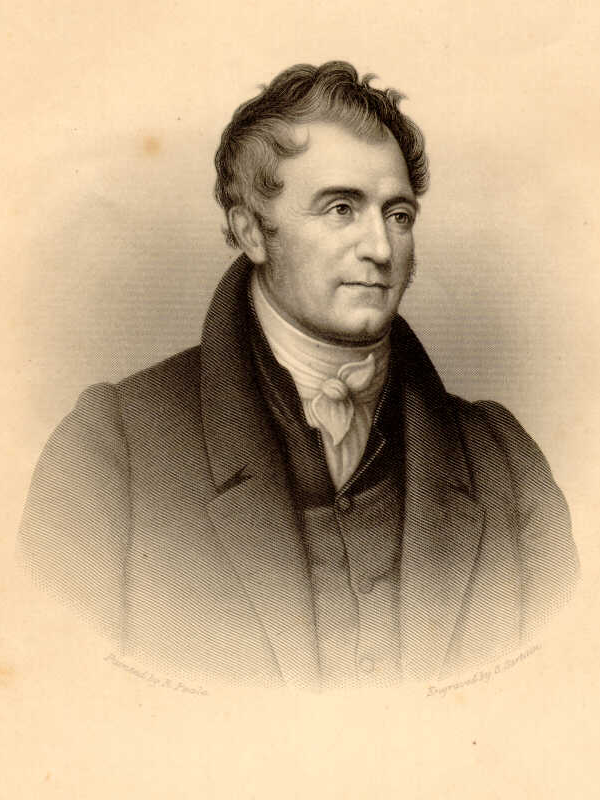
Eleuthère Irénée du Pont (1771–1834)

- Du Pont, Gratien, misogyner französischer Humanist und Romanist
- du Pont, Henry A. (1838–1926), US-amerikanischer Politiker (Republikanischen Partei)
- Du Pont, John Eleuthère (1938–2010), US-amerikanischer Ornithologe, Conchologe und Ringertrainer; verurteilter Mörder
- Du Pont, Pierre S. IV. (1935–2021), US-amerikanischer Politiker
- du Pont, T. Coleman (1863–1930), US-amerikanischer Geschäftsmann und Politiker
- Du Pont, Yul Mark (* 1971), eswatinischer Schwimmer
- Du Pontavice, Marc (* 1963), französischer Filmproduzent
- Du Portail, Jacques Chalmot (1656–1731), königlich preußischer Generalleutnant der Kavallerie, Chef des Kürassier-Regiments Nr. 6 später Nr. 12
- du Porter, Gavin (* 1949), englischer Pop- und Schlagersänger sowie Songwriter
- Du Pré, Antoine (* 1961), französischer Autor
- Du Pré, Guillaume, französischer Bildschnitzer
- Du Pree, Britt (* 2007), niederländische Tennisspielerin
- du Prel, Alexander (* 1970), deutscher Kameramann
- Du Prel, Carl (1839–1899), deutscher Philosoph, Spiritist und okkulter SchriftstellerCarl du Prel (1839–1899)

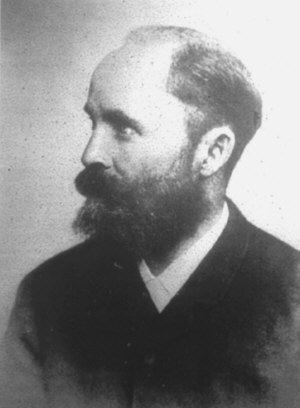
Carl du Prel (1839–1899)

- Du Prez, John (* 1946), britischer Komponist für Filmmusik
- Du Puy, François (1450–1521), französischer Jurist, Kanoniker, Geistlicher, Mönch und Humanist des Spätmittelalter
- Du Puy, Jean Baptiste Édouard († 1822), Geiger, Sänger, Dirigent und Komponist
- Du Resnel du Bellay, Jean-François (1692–1761), französischer Oratorianer, Kommendatarabt, Journalist, Übersetzer und Mitglied der Académie des Inscriptions et Belles-Lettres und der Académie française
- Du Rieu, Mademoiselle (1648–1737), französische Schauspielerin
- Du Rieux, Louis (* 1824), deutscher Dichter und Weltreisender
- Du Roi, Georg August Wilhelm (1787–1853), deutscher Instanzrichter
- Du Roi, Johann Philipp (1741–1785), deutscher Arzt und Botaniker
- Du Roi, Julius Georg Paul (1754–1825), deutscher Jurist und braunschweigischer Rat
- Du Roscoät, Nathalie, französische Kostümbildnerin
- Du Roveray, Raoul (1879–1940), englischer Badmintonspieler
- Du Roy de Blicquy, Patricia (* 1943), belgische Skirennläuferin
- Du Ryer, Pierre († 1658), französischer vorklassischer Bühnenautor und Übersetzer, Mitglied der Académie française
- Du Sommerard, Alexandre (1779–1842), französischer Archäologe und Kunstsammler
- Du Temple, Raymond († 1404), französischer Baumeister
- Du Tems, Hugues (1745–1811), französischer Geistlicher und Historiker
- Du Terrail, Jacques († 1535), französischer Bischof
- Du Terrail, Philippe († 1532), französischer Bischof
- Du Terrail, Pierre Alexis Ponson (1829–1871), französischer Schriftsteller
- Du Tertre, Jean-Baptiste (1610–1687), dominikanischer Missionar und Botaniker
- Du Tillot, Guillaume (1711–1774), französischer Marquis und Staatsmann
- Du Titre, Madame (1748–1827), Berliner Hugenottin
- du Tour van Bellinchave, Marc Willem (1835–1908), niederländischer Politiker, Justizminister und Außenminister
- Du Troncy, Benoît (1525–1599), französischer Schriftsteller
- Du Verdier, Antoine (1544–1600), französischer Bibliograf und Lexikograf
- Du Vinage, Amelie (1877–1968), deutsche Medizinerin
- Du Vinage, Matthias (1918–1987), deutscher Fotojournalist
- Du Welz, Fabrice (* 1972), belgischer Regisseur und Drehbuchautor
- Du, Bin (* 1972), chinesischer Journalist, Fotograf und Dokumentarfilmer
- Du, Daobin (* 1964), chinesischer Dissident
- Du, Fu (712–770), Dichter der Tang-Dynastie
- Du, Jing (* 1984), chinesische Badmintonspielerin
- Du, John (* 1954), philippinischer Geistlicher, römisch-katholischer Erzbischof von Palo
- Du, Li (* 1982), chinesische Sportschützin
- Du, Mu (803–852), chinesischer Dichter
- Du, Peng (* 1994), chinesische Badmintonspielerin
- Du, Pengyu (* 1988), chinesischer Badmintonspieler
- Du, Qinglin (* 1946), chinesischer Politiker
- Du, Ruiqing (1943–2019), chinesischer Übersetzer, Pädagoge und akademischer Verwalter
- Du, Yue (* 1998), chinesische Badmintonspielerin
- Du, Yuesheng (1887–1951), Anführer der Grünen Bande, einer Triade in ShanghaiDu Yuesheng (1887–1951)

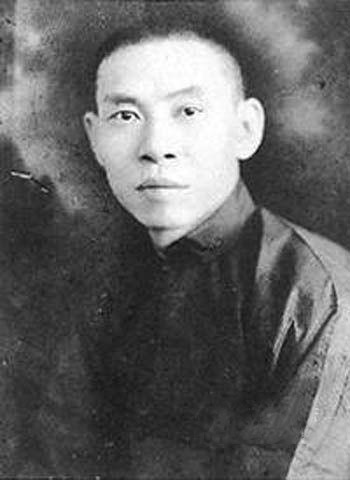
Du Yuesheng (1887–1951)

- Du, Yun (* 1977), chinesische Komponistin, Multiinstrumentalistin und Performancekünstlerin
- Du-Pont, Amanda (* 1988), südafrikanische Schauspielerin, Model und Fernsehmoderatorin